# 배트맨 언리미티드: 괴물의 혼돈
《배트맨 언리미티드: 괴물의 혼돈》(영어: Batman Unlimited: Monster Mayhem)은 2015년 배트맨 비디오 애니메이션 영화이다. 《배트맨 언리미티드: 동물적 본능》(2015)에 이은 마텔사의 배트맨 장난감 라인업 '배트맨 언리미티드'의 홍보 애니메이션 제2탄. 전편과 마찬가지로 부치 루키치 감독이 연출했다. 배트맨, 사이보그, 그린 애로우, 나이트윙, 레드 로빈, 조커, 실버 밴시, 솔로몬 그런디, 스케어크로, 클레이페이스가 등장한다.

## 성우진
- 로저 크레이그 스미스 - 배트맨
- 트로이 베이커 - 조커
- 카리 페이턴 - 사이보그
- 크리스 디아만토풀로스 - 그린 애로우
- 윌 프리들 - 나이트윙
- 유리 로언솔 - 레드 로빈
- 카리 워러 - 실버 밴시
- 프레드 태터쇼어 - 솔로몬 그런디
- 브라이언 T. 덜레이니 - 스케어크로
- 데이브 B. 미첼 - 클레이페이스
- 노엘 피셔 - 고고 쇼토
- 세드릭 야브로 - 사일러스 스톤
- 에릭 바우자 - 휴스턴 레인스
- 리처드 엡카 - 제임스 고든 경사
- 앨러스터 덩컨 - 알프레드 페니워스
- 어맨다 트루프 - 글래디스 윈즈미어
- 스티븐 블룸
- 저넬 콕스